# Hedwig Runowski
Hedwig Runowski, geboren Auguste Hedwig Kaiser (* 12. Mai 1895 in Gießen; † 29. Juli 1958 in Köln) war eine deutsche Politikerin (SPD). Sie war von 1950 bis 1956 Mitglied des Landtags von Nordrhein-Westfalen.

## Leben
Nach Volks- und Mittelschule besuchte Hedwig Runowski eine Handelsschule und machte eine Ausbildung als Buchhalterin. Von 1920 bis 1933 war Runowski Mitglied des Zentralverbandes der Angestellten. Im Jahr 1920 trat sie auch in die Sozialdemokratische Partei Deutschlands (SPD) ein und wurde Mitglied der Arbeiterwohlfahrt. Zwischen 1922 und 1933 war sie  hauptberuflich für die SPD tätig. 
Im Jahr 1948 wurde Runowski Stadtverordnete in Köln. Sie wurde in der zweiten und dritten Wahlperiode über die SPD-Landesliste in den nordrhein-westfälischen Landtag gewählt. Sie war Abgeordnete vom 5. Juli 1950 bis zu ihrem vorzeitigen Ausscheiden am 22. Oktober 1956.
Seit 1933 war sie mit Bruno Franz Runowski verheiratet. Sie verstarb im Alter von 63 Jahren in ihrer Kölner Wohnung.